# Арма
Арма́ (англ. Armagh, ірл. Ard Mhacha) — місто у Північній Ірландії, адміністративний центр графства Арма.

## Історія
У 1994 році Королева Єлизавета ІІ присвоює статус та затверджує Арму як місто. Вже багато століть місто вважається духовним і освітнім центром. Середина століття називала його «містом святих і вчених мужів».

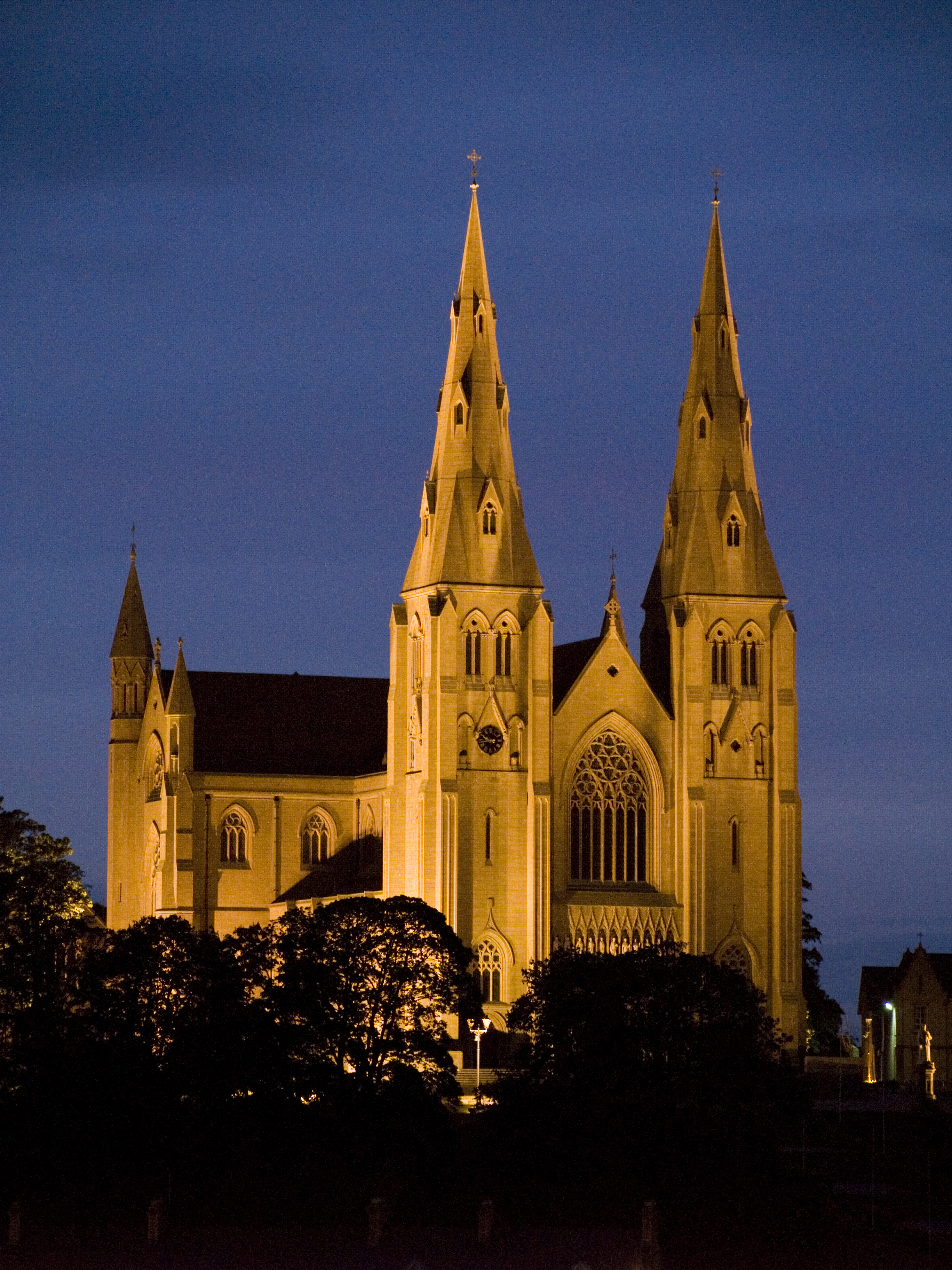
Собор св. Патріка

Починаючи з кельтських часів Арма вважається важливим релігійний центром Ірландії, на сьогоднішній день це центр двох єпархій, католицької та протестантської.
У XIX столітті в місті був побудований католицький собор Святого Патріка за проектом Томаса Даффа. У 5 столітті з приходом до міста Св. Патріка починається поширюватись християнство серед місцевих ірландців, завдяки чому сьогодні в усій Ірландії Св. Патрік є символом покровителя цих земель. Цікаво те, що Арма — єдине місто на землі, у якому знаходиться 2 різних собори з однаковою назвою — собор Св. Патріка.
У місті крім старовинних соборів знаходиться Арманська Обсерваторія, побудована у 1790 році. Надалі завдяки її науково-дослідницьким роботам в 1968 році був побудований Планетарій. Місто також прикрашає Королівська школа, заснована в 1608 році. Все це було частиною плану місцевого архієпископа, який бажав бачити місто і його жителів освіченими і освіченим. Не менш вражаючих масштабів досягав палац в якому жив архієпископ, його приватна капелла, громадська бібліотека 1771 року, яка зберігає книгу Д. Свіфта «Подорож Гуллівера», яка належала та була написана самим автором, побудований в 1815 році двоповерховий міський ринок на місці якого нині знаходить бібліотека.
На околиці міста височить фортеця Наван, яка в свої часи використовувалась як місце для ритуальних язичницьких обрядів, а після, аж до V століття була резиденцією королів Ольстер.
Влітку 2009 року для туристичного огляду був відкритий історичний комплекс Наван-центр, у якому є шахта Кінгс Стеблз, де під час розкопок було знайдено велику кількість людських черепів і кісток тварин, з чого був зроблений висновок, що це місце використовувалося для жертвоприношень.

## Населення
Станом на 2001 рік чисельтність населення становила близько 14 590 осіб.

## Клімат
| Клімат Арма Weather station                | Клімат Арма Weather station | Клімат Арма Weather station | Клімат Арма Weather station | Клімат Арма Weather station | Клімат Арма Weather station | Клімат Арма Weather station | Клімат Арма Weather station | Клімат Арма Weather station | Клімат Арма Weather station | Клімат Арма Weather station | Клімат Арма Weather station | Клімат Арма Weather station | Клімат Арма Weather station |
| Показник                                   | Січ.                        | Лют.                        | Бер.                        | Квіт.                       | Трав.                       | Черв.                       | Лип.                        | Серп.                       | Вер.                        | Жовт.                       | Лист.                       | Груд.                       | Рік                         |
| Абсолютний максимум, °C                    | 14,7                        | 15,9                        | 21,7                        | 22,6                        | 26,2                        | 30,0                        | 30,3                        | 29,4                        | 26,7                        | 21,7                        | 16,8                        | 15,0                        | 30,3                        |
| Середній максимум, °C                      | 7,4                         | 8,1                         | 10,2                        | 12,6                        | 15,6                        | 18                          | 19,7                        | 19,3                        | 16,9                        | 13,4                        | 10                          | 7,7                         | 13,3                        |
| Середній мінімум, °C                       | 1,9                         | 1,6                         | 3,1                         | 4,3                         | 6,7                         | 9,6                         | 11,7                        | 11,4                        | 9,5                         | 6,8                         | 3,9                         | 2,1                         | 6,1                         |
| Абсолютний мінімум, °C                     | −14,3                       | −15,1                       | −12,4                       | −7,1                        | −2,3                        | 0,8                         | 1,7                         | 2,3                         | −0,6                        | −5,6                        | −8,3                        | −14,6                       | −15,1                       |
| Середня кількість сонячних годин на місяць | 46,4                        | 69                          | 96,6                        | 142,6                       | 173,5                       | 144,2                       | 137,0                       | 133,3                       | 113,9                       | 90,2                        | 58,5                        | 40,3                        |                             |
| ------------------------------------------ | --------------------------- | --------------------------- | --------------------------- | --------------------------- | --------------------------- | --------------------------- | --------------------------- | --------------------------- | --------------------------- | --------------------------- | --------------------------- | --------------------------- | --------------------------- |

## Відомі люди
- Патрик Мегі (1922/1924 — 1982) — ірландський актор і театральний режисер.
- Колін Морган (1 січня 1986) —  ірландський актор, найбільш відомий за роллю Мерліна в однойменному телесеріалі каналу BBC.